# Vanja Matić
Vanja Matić est une joueuse de volley-ball serbe née le 4 mars 1990 à Belgrade. Elle mesure 1,88 m et joue au poste de centrale. Elle est mariée au joueur serbe de basket-ball Novica Veličković.

## Clubs
| Club         | De        | À         |
| ------------ | --------- | --------- |
| OK Obilić    | 2004-2005 | 2005-2006 |
| OK Vizura    | 2006-2007 | 2011-2012 |
| Istres OPVB  | 2012-2013 | 2012-2013 |
| TSV Düdingen | 2013-2014 | 2013-2014 |
| OK Partizan  | 2016-2017 | …         |

## Palmarès
- Championnat de Serbie
  - Finaliste : 2011.
- Coupe de Serbie
  - Finaliste : 2011.